# Василенко Іван Дмитрович
Іван Дмитрович Василенко (нар. 8 (20) січня 1895, Макіївка — 26 травня 1966, Таганрог) — російський радянський письменник. Лауреат Сталінської премії третього ступеня (1950). Член РКП(б) з 1920 року.

## Біографія
Іван Дмитрович Василенко народився 8 (20) січня 1895 року в селі (нині місто Макіївка Донецької області України) в сім'ї волосного писаря. Через 7 років сім'я Василенко переїхала до Таганрога.
У 1912 році Іван Василенко закінчив чотирикласне міське училище і став вчителем у сільській школі. Він вступив в Бєлгородський педагогічний інститут, але невдовзі був виключений за організацію марксистського гуртка. Внаслідок цього подальший шлях Василенко до викладацької діяльності був закритий, і він працював рахівником в Таганрозькому земельному банку. До 1917 року брав участь у революційному русі. У 1917—1922 роках на профспілковій, а в 1922—1934 роках — на педагогічній роботі. Він став письменником у 39 років, коли тяжка хвороба остаточно звалила його з ніг.
У перші місяці радянсько-німецької війни пішов на фронт єдиний син письменника, Федір. Він навчався в Качинському авіаційному училищі, був льотчиком-винищувачем і героїчно загинув у повітряному бою під Конотопом.
Іван Василенко вступив в СП СРСР в 1944 році. Брав участь в ростовських альманахах і в цілому ряді журналів — «Піонер», «Молода гвардія» та інших. Письменник-педагог пише про дітей і для дітей. Ім'я його користується заслуженою популярністю серед юних читачів. У роки війни письменник працював в армійській пресі. Одночасно ним було написано кілька повістей та оповідань для дітей («План життя», «Наказ командира», «Жива вода», «Повість про зелену скриньку» та інше).
Помер 26 травня 1966 року в Таганрозі. Похований на старому міському цвинтарі.

## Творчість
Літературну діяльність розпочав з 1937 року. Письменника І. Василенко «відкрив» російський літератор В. В. Вересаєв. У 1944 році в «Літературній газеті» він писав:

«Переді мною … талановитий, зовсім складений письменник, зі своєю мовою, з чудовою вигадкою, з живими образами».

За 30 років творчого життя книги Василенко витримали 130 видань на 27 мовах народів СРСР. Багато творів письменника перекладені на чеську, німецьку, польську, болгарська, румунська, французька, англійська мови.
За творами «Зірочка», «Артемка в цирку», «Чарівна шкатулка» створені фільми.

### Основні твори
- «Випадок зі скринькою» («Ростіздат», Ростов, 1938)
- «Чарівна шкатулка» («Детгіз», М., 1941).
- «План життя» («Молода гвардія», М., 1948).
- «Незвичайні пригоди», фантастичні оповідання («Ростіздат», Ростов, 1946).
- «Мої друзі» (повісті й оповідання) («Рад. Письменник», М., 1946).
- «Дитинство актора — Артемка в цирку» («Правда», М., 1952).
- «Наказ командира» («Детізд», М., 1953).
- «Чарівна шкатулка» (повісті й оповідання) («Моск. Робітник», М., 1953).
- «Вибране» («Рад. Письменник», М., 1956).
- «Золоті туфельки» («Детізд», М., 1958).
- «Вибрані твори для дітей та юнацтва» («Детгіз», М., 1960).
- «Життя і пригоди Замориша» («Детгіз», М., 1962).
- «Оповідання» (Душанбе, 1966).

## Нагороди, пам'ять
Лауреат Сталінської премії третього ступеня (1950) — за повість «Зірочка» (1948); нагороджений орденом «Знак Пошани», медалями.
У Таганрозі, в будинку будівлі 1906 року (вул. Чехова, 88), де письменник зі своєю численною родиною жив з 1923 по 1966 рік, влаштований Будинок-музей І. Д. Василенка. Ім'ям І. Д. Василенка названа Дитяча бібліотека в Таганрозі (філія Таганрозької міської публічної бібліотеки ім. А. П. Чехова).
У травні 2010 року в Таганрозі, поруч з будинком письменника, був відкритий пам'ятник літературному герою Івана Василенка — Артемці (скульптор — Давид Бегалов).